# Afromelanichneumon nigripalpis
Afromelanichneumon nigripalpis är en stekelart som först beskrevs av Cameron 1906.  Afromelanichneumon nigripalpis ingår i släktet Afromelanichneumon och familjen brokparasitsteklar. Inga underarter finns listade i Catalogue of Life.